# Docalidia mcintoshi
Docalidia mcintoshi är en insektsart som beskrevs av Nielson 1979. Docalidia mcintoshi ingår i släktet Docalidia och familjen dvärgstritar. Inga underarter finns listade i Catalogue of Life.